# Schoepfia flexuosa
Schoepfia flexuosa là một loài thực vật có hoa trong họ Schoepfiaceae. Loài này được (Ruiz & Pav.) Schult. miêu tả khoa học đầu tiên năm 1819.